# Thomas Lamparter
Thomas Lamparter (Berna, 9 giugno 1978) è un ex bobbista svizzero.

## Biografia
Ai XX Giochi olimpici invernali (edizione disputatasi nel 2006 a Torino, Italia) vinse la medaglia di bronzo nel Bob a 4 con i connazionali Martin Annen, Beat Hefti e Cédric Grand partecipando per la nazionale svizzera, venendo superati da quella russa e dalla tedesca.
Il tempo totalizzato fu di 3:40.83, mentre gli altri tempi furono di 3:40.55 e 3:40.42.
Inoltre ai campionati mondiali vinse tre medaglie tra cui l'oro nel bob a quattro a St. Moritz 2007, con Ivo Rüegg, Beat Hefti e Cédric Grand e il bronzo nel bob misto. Ha vinto l'argento nell'edizione di  St. Moritz 2013 nel bob a due.
Si ritira dalle competizioni al termine delle Olimpiadi di Soči 2014.

## Palmarès

### Olimpiadi
- 1 medaglie:
  - 1 bronzo (bob a quattro a Torino 2006).

### Mondiali
- 3 medaglie:
  - 1 oro (bob a quattro a St. Moritz 2007);
  - 1 argento (bob a due a St. Moritz 2013);
  - 1 bronzo (squadre miste a St. Moritz 2007).

### Europei
- 9 medaglie:
  - 3 ori (bob a quattro a St. Moritz 2006; bob a due a Igls 2010; bob a due a Igls 2013);
  - 4 argenti (bob a due a St. Moritz 2009; bob a quattro a Igls 2010; bob a quattro a Igls 2013; bob a due a Königssee 2014);
  - 2 bronzi (bob a quattro a Cortina 2007; bob a due a Altenberg 2012).